# Блу Лагун (коктейл)
Вижте пояснителната страница за други значения на Блу Лагун.
Блу Лагун (на английски: Blue Lagoon) е алкохолен коктейл.

## Приготвяне
Най-напред се хвърлят ледени кубчета в чаша (хайбол), след това се прибавят 50 ml водка, 20 ml блу кюрасао и 100 ml лимонада. В края за красота се прибавя 1 резен портокал и по избор коктейлна вишна.